# Laniscat
Laniscat är en kommun i departementet Côtes-d'Armor i regionen Bretagne i nordvästra Frankrike. Kommunen ligger i kantonen Gouarec som tillhör arrondissementet Guingamp. År 2018 hade Laniscat 767 invånare.

## Befolkningsutveckling
Antalet invånare i kommunen Laniscat
Referens:INSEE